# PO 3500
Die Lokomotiven der Baureihe 3500 der ehemaligen französischen Eisenbahngesellschaft Compagnie du chemin de fer de Paris à Orléans (P.O.) waren Schlepptender-Dampflokomotiven mit der Achsfolge 2’C1’. Die Vierzylinder-Verbundloks wurden in den 1930er Jahren nach den Plänen André Chapelons grundlegend umgebaut und neuen Baureihen zugeordnet.

## Geschichte und Beschreibung

Lokomotive Nr. 3808 mit Schnellzug

Für ihre topografisch nicht allzu anspruchsvollen Strecken, insbesondere Paris–Bordeaux und Bordeaux–Irun, bestellte die P.O. im Jahr 1909 Lokomotiven der Bauart Pacific. Die an der ab 1907 ausgelieferten Baureihe 4500 orientierten Maschinen sollten eine Steigerung der Geschwindigkeit und des Gewichts der dort verkehrenden Schnellzüge ermöglichen. Hauptsächlicher Unterschied zur 4500 war der um 100 mm größere Durchmesser der Treibräder.
Die Société Alsacienne de Constructions Mécaniques (SACM) baute 1909 die Lokomotiven 3501 bis 3520 und 1912 die Maschinen 3351 bis 3570. Bei Fives-Lille entstanden 1910 die 3521 bis 3550, die Anciens Établissements Cail lieferten 1914 die 3571 bis 3589. Die nach Ausbruch des Ersten Weltkriegs bei Cail fertiggestellte Lok 3590 wurde vom Deutschen Heer beschlagnahmt und zu militärischen Zwecken eingesetzt.

## Verbleib
1929 baute Chapelon die Nr. 3556 in eine wesentlich leistungsfähigere und zugleich sparsamere Maschine (neue Betriebsnummer 3701) um. Der Erfolg dieses Prototyps bewog die P.O., 1932 die Loks 3501 bis 3520 nach dem Vorbild der 3556 umzubauen und sie fortan als Baureihe 3700 zu bezeichnen. Auch die übrigen Lokomotiven wurden in den folgenden Jahren entsprechend umgebaut; nach ihrer Fertigstellung verblieben 25 davon bei der P.O., 23 gingen an die Compagnie des Chemins de fer de l’Est (EST) und 20 Maschinen erhielt die Compagnie des chemins de fer du Nord (NORD).